# Lyces ignorata
Lyces ignorata là một loài bướm đêm thuộc họ Notodontidae. It is có thể cả đặc hữu của Colombia.